# Veikkausliiga 2014
Die Veikkausliiga 2014 war die 25. Spielzeit der höchsten finnischen Spielklasse im Fußball der Männer unter diesem Namen sowie die 84. Saison seit deren Einführung im Jahre 1930. Die Saison startete am 6. April und wurde am 26. Oktober 2014 beendet.
Meister wurde zum sechsten Mal in Folge und zum insgesamt 27. Mal HJK Helsinki. Neu in die Veikkausliiga aufgestiegen war Seinäjoen JK.

## Modus
Die Meisterschaft wurde in einer Dreifachrunde ausgespielt. Jede Mannschaft bestritt somit 33 Saisonspiele. Der Tabellenletzte stieg ab.

## Teilnehmende Mannschaften
| Verein                | Stadt     | Stadion                      | Kapazität |
| --------------------- | --------- | ---------------------------- | --------- |
| FC Honka Espoo        | Espoo     | Tapiolan urheilupuisto       | 04.100    |
| FC Lahti              | Lahti     | Stadion Lahti                | 14.465    |
| FF Jaro               | Jakobstad | Jakobstads centralplan       | 04.600    |
| HJK Helsinki          | Helsinki  | Sonera Stadium               | 10.770    |
| IFK Mariehamn         | Mariehamn | Wiklöf Holding Arena         | 05.637    |
| Inter Turku           | Turku     | Veritas-Stadion              | 09.372    |
| Kuopion PS            | Kuopio    | Magnum Areena                | 04.700    |
| Myllykosken Pallo -47 | Kouvola   | Saviniemen jalkapallostadion | 04.167    |
| Rovaniemi PS          | Rovaniemi | Rovaniemen keskuskenttä      | 02.800    |
| Seinäjoen JK          | Seinäjoki | OmaSP Stadion                | 06.000    |
| Turku PS              | Turku     | Veritas-Stadion              | 09.372    |
| Vaasan PS             | Vaasa     | Hietalahti Stadion           | 04.600    |

## Abschlusstabelle
| Pl. | Verein                  | Sp. | S  | U  | N  | Tore    | Diff. | Punkte |
| --- | ----------------------- | --- | -- | -- | -- | ------- | ----- | ------ |
| 1.  | HJK Helsinki (M)        | 33  | 20 | 9  | 4  | 062:250 | +37   | 69     |
| 2.  | Seinäjoen JK (N)        | 33  | 16 | 11 | 6  | 040:260 | +14   | 59     |
| 3.  | FC Lahti                | 33  | 15 | 13 | 5  | 045:230 | +22   | 58     |
| 4.  | Vaasan PS               | 33  | 13 | 9  | 11 | 039:340 | +5    | 48     |
| 5.  | IFK Mariehamn           | 33  | 14 | 6  | 13 | 049:550 | −6    | 48     |
| 6.  | FF Jaro                 | 33  | 12 | 8  | 13 | 047:470 | ±0    | 44     |
| 7.  | Kuopion PS              | 33  | 11 | 11 | 11 | 044:440 | ±0    | 44     |
| 8.  | Myllykosken Pallo -47 1 | 33  | 10 | 9  | 14 | 041:540 | −13   | 39     |
| 9.  | Rovaniemi PS (P)        | 33  | 11 | 5  | 17 | 037:410 | −4    | 38     |
| 10. | Inter Turku             | 33  | 8  | 12 | 13 | 042:470 | −5    | 36     |
| 11. | FC Honka Espoo 1        | 33  | 6  | 13 | 14 | 038:570 | −19   | 31     |
| 12. | Turku PS                | 33  | 6  | 6  | 21 | 029:600 | −31   | 24     |

Platzierungskriterien: 1. Punkte – 2. Tordifferenz – 3. geschossene Tore

| (M) | amtierender Meister     |
| (P) | amtierender Pokalsieger |
| (N) | Neuaufsteiger           |

## Kreuztabelle
| Spieltage 1–22        | HJK Helsinki | Seinäjoen JK | FC Lahti | Vaasan PS | IFK Mariehamn | FF Jaro | Kuopion PS | Myllykosken Pallo -47 | Rovaniemi PS | Inter Turku | FC Honka Espoo | Turku PS |
| --------------------- | ------------ | ------------ | -------- | --------- | ------------- | ------- | ---------- | --------------------- | ------------ | ----------- | -------------- | -------- |
| HJK Helsinki          |              | 1:0          | 0:0      | 3:0       | 1:0           | 1:0     | 3:1        | 4:0                   | 0:0          | 2:0         | 2:2            | 0:1      |
| Seinäjoen JK          | 2:0          |              | 1:1      | 0:3       | 3:0           | 0:1     | 2:0        | 1:0                   | 1:0          | 2:2         | 0:0            | 2:1      |
| FC Lahti              | 3:1          | 1:1          |          | 1:1       | 1:1           | 1:0     | 0:1        | 3:0                   | 1:0          | 0:0         | 2:0            | 2:0      |
| Vaasan PS             | 0:2          | 0:1          | 1:3      |           | 1:2           | 3:3     | 1:1        | 4:0                   | 2:0          | 1:0         | 3:0            | 1:0      |
| IFK Mariehamn         | 0:2          | 2:2          | 0:0      | 0:3 1     |               | 1:3     | 3:1        | 2:1                   | 2:0          | 2:2         | 4:1            | 3:1      |
| FF Jaro               | 0:2          | 0:1          | 2:1      | 1:0       | 1:0           |         | 3:2        | 1:1                   | 1:1          | 0:2         | 3:3            | 2:0      |
| Kuopion PS            | 2:2          | 0:0          | 0:2      | 0:1       | 4:0           | 1:4     |            | 1:0                   | 1:0          | 4:2         | 2:0            | 1:0      |
| Myllykosken Pallo -47 | 0:1          | 1:3          | 1:1      | 1:1       | 3:0           | 3:2     | 2:0        |                       | 1:1          | 1:1         | 4:3            | 4:1      |
| Rovaniemi PS          | 0:1          | 1:1          | 0:1      | 0:2       | 1:3           | 2:1     | 3:1        | 0:1                   |              | 1:0         | 2:1            | 3:0      |
| Inter Turku           | 0:2          | 2:1          | 0:1      | 0:0       | 0:2           | 0:1     | 1:1        | 1:0                   | 4:1          |             | 2:2            | 2:1      |
| FC Honka Espoo        | 1:1          | 1:1          | 1:0      | 1:2       | 2:2           | 1:1     | 2:2        | 1:2                   | 1:0          | 3:1         |                | 3:1      |
| Turku PS              | 1:4          | 2:0          | 0:1      | 0:0       | 0:1           | 2:2     | 0:3        | 3:0                   | 0:2          | 1:6         | 0:1            |          |

| Spieltage 23–33       | HJK Helsinki | Seinäjoen JK | FC Lahti | Vaasan PS | IFK Mariehamn | FF Jaro | Kuopion PS | Myllykosken Pallo -47 | Rovaniemi PS | Inter Turku | FC Honka Espoo | Turku PS |
| --------------------- | ------------ | ------------ | -------- | --------- | ------------- | ------- | ---------- | --------------------- | ------------ | ----------- | -------------- | -------- |
| HJK Helsinki          |              | 2:0          | –        | –         | 5:1           | –       | 2:2        | 2:0                   | –            | –           | 1:1            | 5:0      |
| Seinäjoen JK          | –            |              | –        | –         | 3:0           | 1:0     | 0:0        | 3:1                   | –            | –           | 2:1            | –        |
| FC Lahti              | 0:2          | 1:1          |          | 4:1       | –             | –       | –          | –                     | 3:4          | 0:0         | –              | 2:0      |
| Vaasan PS             | 1:1          | 0:1          | –        |           | –             | –       | 0:3        | –                     | 2:0          | –           | 3:1            | 0:0      |
| IFK Mariehamn         | –            | –            | 0:1      | 1:0       |               | 4:2     | –          | 3:1                   | 2:4          | 3:1         | –              | –        |
| FF Jaro               | 1:4          | –            | 0:4      | 1:2       | –             |         | –          | –                     | –            | 2:0         | –              | 1:1      |
| Kuopion PS            | –            | –            | 1:1      | –         | 1:3           | 1:1     |            | –                     | 1:0          | –           | 2:0            | –        |
| Myllykosken Pallo -47 | –            | –            | 2:2      | 0:0       | –             | 2:1     | 5:3        |                       | –            | 2:2         | –              | 2:1      |
| Rovaniemi PS          | 0:0          | 1:2          | –        | –         | –             | 0:1     | –          | 0:0                   |              | 3:0         | –              | –        |
| Inter Turku           | 3:3          | 1:1          | –        | 3:0       | –             | –       | 0:0        | –                     | –            |             | –              | 3:2      |
| FC Honka Espoo        | –            | –            | 1:1      | –         | 1:1           | 0:5     | –          | 2:0                   | 0:2          | 2:1         |                | –        |
| Turku PS              | –            | 0:1          | –        | –         | 3:1           | –       | 1:1        | –                     | 4:2          | –           | 2:1            |          |

## Torschützenliste
| Platz | Spieler              | Mannschaft                  | Tore |
| ----- | -------------------- | --------------------------- | ---- |
| 01.   | Jonas Emet           | FF Jaro                     | 14   |
| 01.   | Luis Emilio Solignac | IFK Mariehamn               | 14   |
| 03.   | Rafael               | FC Lahti                    | 13   |
| 04.   | Diego Assis          | IFK Mariehamn               | 11   |
| 04.   | Petteri Forssell     | IFK Mariehamn               | 11   |
| 04.   | Akseli Pelvas        | Seinäjoen JK                | 11   |
| 04.   | Demba Savage         | HJK Helsinki                | 11   |
| 07.   | Aleksander Kokko     | Rovaniemi PS                | 09   |
| 07.   | Roni Porokara        | FC Honka Espoo/HJK Helsinki | 09   |
| 07.   | Ats Purje            | Kuopion PS                  | 09   |
| 07.   | Irakli Sirbiladze    | Inter Turku                 | 09   |
| 07.   | Shahdon Winchester   | FF Jaro                     | 09   |

## Die Meistermannschaft von HJK Helsinki
(Berücksichtigt wurden Spieler mit mindestens einem Einsatz; in Klammern sind die Einsätze und Tore angegeben)
| 1. | HJK Helsinki |
|    | - Tor: Michael Tørnes (22/0), Carljohan Eriksson (6/0), Antonio Doblas (5/0) - Abwehr: Tapio Heikkilä (28/3), Alex Lehtinen (7/0), Veli Lampi (23/1), Valtteri Moren (25/0), Gideon Baah (25/2), Joevin Jones (6/0) - Mittelfeld: Mika Väyrynen (25/2), Markus Heikkinen (23/0), Sebastian Mannström (25/4), Obed Malolo (4/0), Joel Perovuo (10/0), Sebastian Sorsa (19/1), Roni Porokara (4/1), Teemu Tainio (16/1), Anthony Annan (7/0), Fredrik Lassas (14/0), Mikko Viitikko (3/0), Rasmus Schüller (11/1), Robin Lod (28/6), Erfan Zeneli (9/3), - Angriff: Oussou Konan (18/4), Demba Savage (24/11), Macoumba Kandji (24/6), Nikolai Alho (22/7), Aristide Bancé (4/1) - Trainer: Mika Lehkosuo |